# Yongzhou

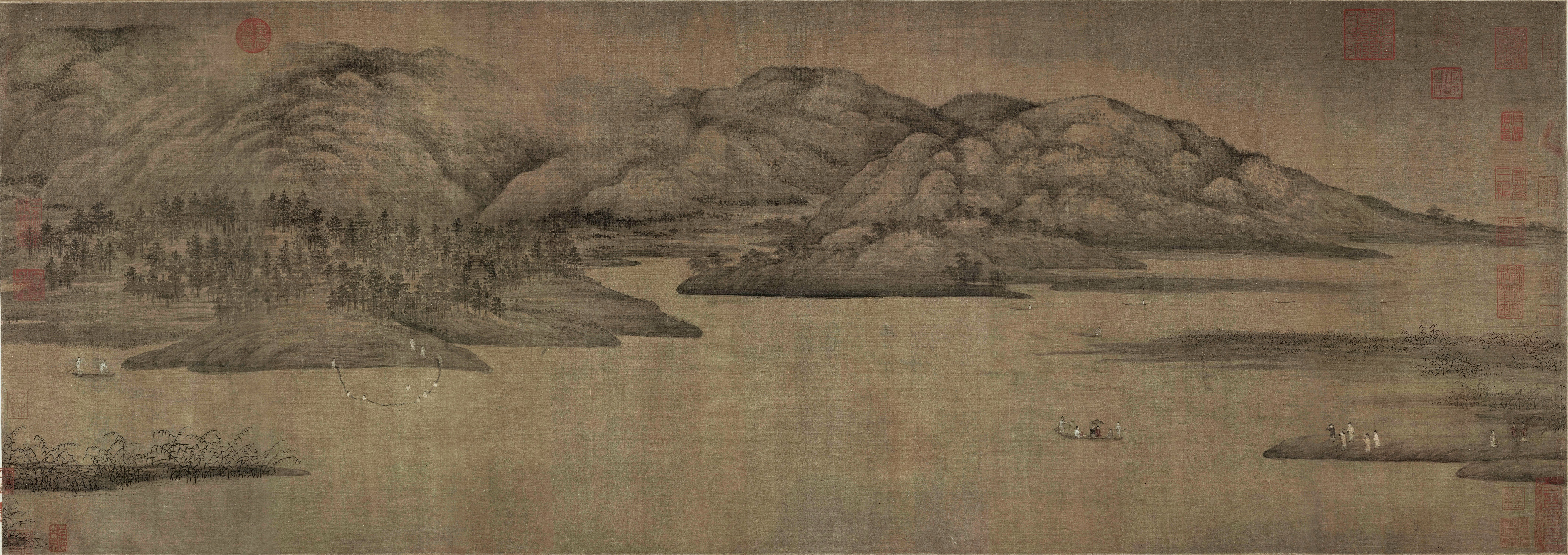
Zusammenfluss von Xiao Shui und Xiang Jiang bei Yongzhou (10. Jhd.)

Yongzhou (chinesisch 永州市, Pinyin Yǒngzhōu Shìⓘ),  auch Yungchow, ist eine bezirksfreie Stadt im Süden der chinesischen Provinz Hunan, nördlich der Nanling-Berge. Das Verwaltungsgebiet der Stadt hat eine Fläche von 22.255 km² und 5.289.824 Einwohner (Stand: Zensus 2020). In dem eigentlichen städtischen Siedlungsgebiet von Yongzhou leben 706.800 Menschen (Stand: Ende 2018). Die Stadt ist über 2.000 Jahre alt. Berühmt ist sie wegen ihrer schönen, alten und noch immer hervorragend erhaltenen Altstadt. Tempel, Türme und die alten Stadtmauern zeigen, dass Yongzhou einst eine wichtige Rolle in der Provinz gespielt hat. Sie ist eine wichtige Durchreisestation zwischen Chinas Norden und dem Südchinesischen Meer. Aufgrund ihres Hafens war sie neben den wirtschaftlichen Vorzügen auch interessant für Militärstrategen.
Auch auf kultureller Ebene ist Yongzhou eine wichtige und sehenswerte Stadt. Die Stadt zieht vor allem mit ihren vielen nichtreligiösen Tempeln und den acht attraktiven Landschaften von Yongzhou zahlreiche Touristen an. Einer der berühmtesten Tempel ist Ningyuan. Hier wurde dem chinesischen Denker und lokalen Herrscher Konfuzius geopfert.
Außerdem bekannt ist Yongzhou durch ihre Qiju-Oper und der Lehre Li aus der Song- und Ming-Dynastie, einer der bedeutendsten philosophischen Richtungen Chinas. Der Ursprung der berühmten Frauenschrift (Nüshu) kam hier aus der Altstadt von Yongzhou.
In Yongzhou leben zu 90 % Han-Chinesen. Nur lediglich 10 % der Einwohner sind Angehörige der Yao-Nationalität.
Yongzhou zählt zu den aufstrebenden Städten Chinas.

## Administrative Gliederung
Administrativ setzt sie sich aus zwei Stadtbezirken, acht Kreisen und einem Autonomen Kreis zusammen. Diese sind (Stand: Ende 2018):
- Stadtbezirk Lengshuitan 冷水滩区, 1.218 km², 537.300 Einwohner;
- Stadtbezirk Lingling 零陵区, 1.959 km², 570.600 Einwohner;
- Kreis Dong’an 东安县, 2.211 km², 578.500 Einwohner, Hauptort: Großgemeinde Baiyashi 白牙市镇;
- Kreis Dao 道县, 2.441 km², 617.100 Einwohner, Hauptort: Großgemeinde Daojiang 道江镇;
- Kreis Ningyuan 宁远县, 2.489 km², 715.800 Einwohner, Hauptort: Straßenviertel Shunling 舜陵街道;
- Kreis Jiangyong 江永县, 1.633 km², 240.900 Einwohner, Hauptort: Großgemeinde Xiaopu 潇浦镇;
- Kreis Lanshan 蓝山县, 1.807 km², 346.000 Einwohner, Hauptort: Großgemeinde Tafeng 塔峰镇;
- Kreis Xintian 新田县, 1.004 km², 345.500 Einwohner, Hauptort: Großgemeinde Longquan 龙泉镇;
- Kreis Shuangpai 双牌县, 1.739 km², 200.800 Einwohner, Hauptort: Großgemeinde Longpo 泷泊镇;
- Kreis Qiyang 祁阳县, 2.538 km², 856.300 Einwohner, Hauptort: Straßenviertel Wuxi 浯溪街道;
- Autonomer Kreis Jianghua der Yao 江华瑶族自治县, 3.216 km², 443.300 Einwohner, Hauptort: Großgemeinde Tuojiang 沱江镇.

## Söhne und Töchter der Stadt
- Qin Guangrong (* 1950), Politiker
- Liu Wen (* 1988), Model